# Stereophyllum nitens
Stereophyllum nitens là một loài rêu trong họ Stereophyllaceae. Loài này được Mitt. mô tả khoa học đầu tiên năm 1860.